# Sejerø

Sejerøs position i Danmark.

Sejerø är en 11 kilometer lång ö i Kalundborgs kommun i Danmark. Den ligger i Sejerø Bugt i Kattegatt cirka 5 kilometer väster om Själland och är 1 700 meter som bredast. Ön är 12,5 kvadratkilometer stor och har 342 invånare (2020)  varav hälften bor i Sejerby. Det finns färjeförbindelse med Havnsø. Sejerø ligger i, och omfattar hela, Sejerø församling.

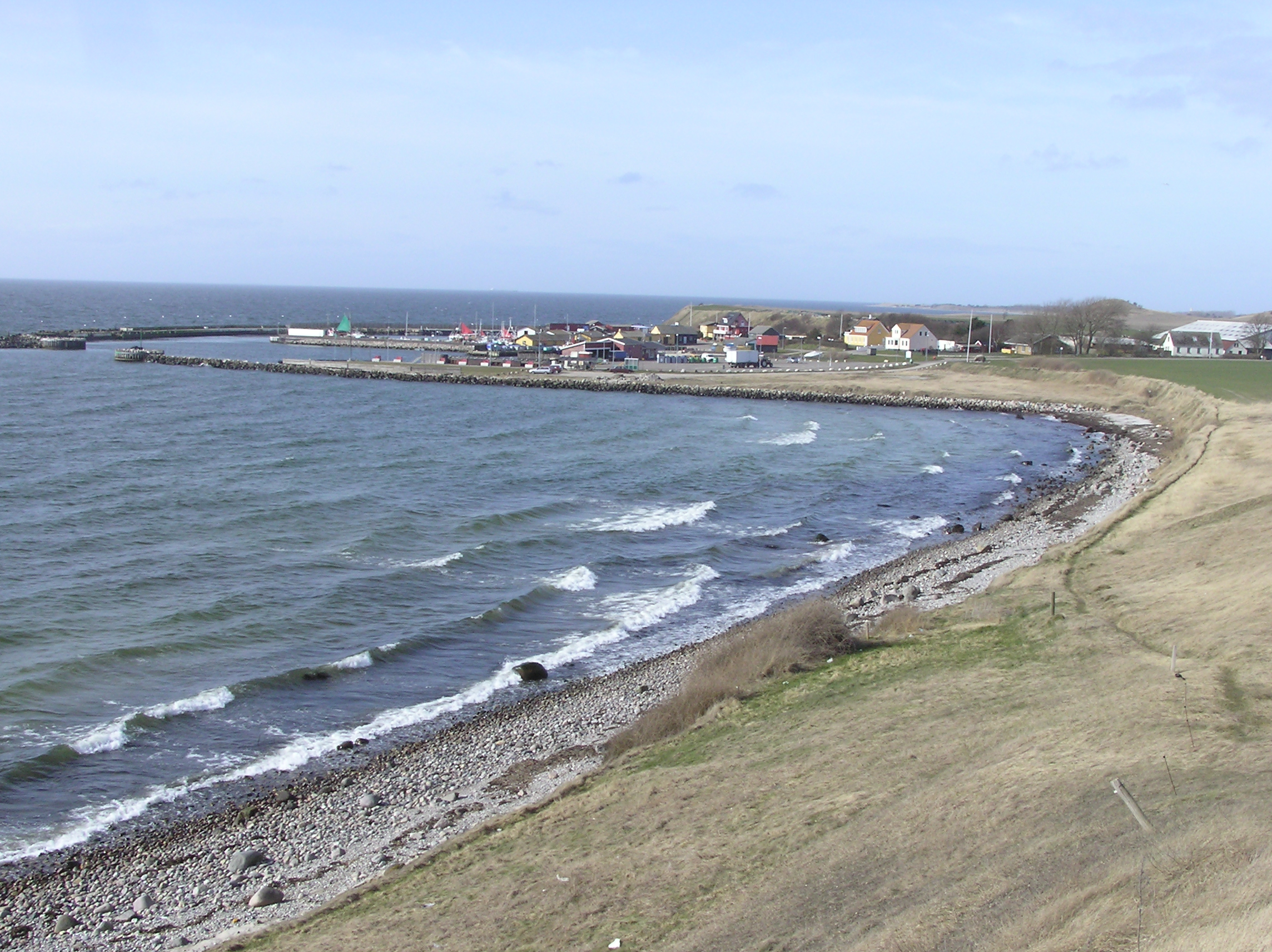
Sejerø hamn.